# Hans Hädicke
Hans Hädicke (* 21. Juni 1882 in Halle (Saale); † 14. August 1974) war ein deutscher Fußballfunktionär.
Hädicke war Vorsitzender des Verbandes Mitteldeutscher Ballspiel-Vereine. Im Jahre 1933 wurde er mit der Leitung des neu gegründeten Gaues Mitte im Deutschen Fußball-Bund beauftragt. Am 6. August 1937 beantragte er die Aufnahme in die NSDAP und wurde rückwirkend zum 1. Mai desselben Jahres aufgenommen (Mitgliedsnummer 4.344.244).
Hädicke verfasste auch Fachveröffentlichungen zum Fußballsport.

## Veröffentlichungen (Auswahl)
- Die wirtschaftliche Bedeutung des Fußballsports, in: DFB-Jahrbuch (1930), S. 54–59.